# Royal Rumble (2021)
Royal Rumble (2021) — 34-е в истории шоу Royal Rumble премиальное живое шоу производства американского рестлинг-промоушна WWE. Оно состоялось 31 января 2021 года на арене «Тропикана-филд» в Сент-Питерсберге, Флорида.
На шоу прошло шесть матчей, в том числе один на пре-шоу. Главным событием шоу стала победа Эджа, который уже во второй раз выиграл мужской матч Royal Rumble. Первая победа была в 2010 году. Таким образом, после 2021 года он стал седьмым рестлером, дважды выигравшим одноимённый матч, а также третьим рестлером, выигравшим его в качестве участника номер один (после Шона Майклза в 1995 году и Криса Бенуа в 2004 году). В женском матче Royal Rumble победу одержала Бьянка Белэйр. В остальных матчах шоу Роман Рейнс победил Кевина Оуэнса в матче последний стоящий на ногах, защитив Вселенское Чемпионство, а в первом поединке Дрю Макинтайр победил Голдберга, защитив Чемпионство WWE.

## Производство

### Предыстория
The Royal Rumble — это ежегодное гиммиковое pay-per-view, выпускаемое от WWE каждый январь с 1988 года. Это одно из первых четырёх pay-per-view промоушена, наряду с такими как WrestleMania, SummerSlam и Survivor Series, получившими название «Большая четвёрка». Королевская битва это модифицированный вариант стандартного баттл-роялла, в которой участники выходят через определённые промежутки времени, а не все начинают на ринге одновременно. Как в мужских, так и в женских матчах обычно участвуют 30 рестлеров. По традиции победитель матча получает матч за Мировое Чемпионство на Рестлмании этого года. В 2021 году Royal Rumble станет 34-м событием в хронологии Royal Rumble и представляет рестлеров из брендов Raw и SmackDown.
Royal Rumble матч был создан членом Залом славы WWE Пэтом Паттерсоном, первоначально матч был протестирован на хаус-шоу в октябре 1987 года, прежде чем дебютировать по телевидению на первом шоу Royal Rumble в 1988 году. 2 декабря 2020 года Паттерсон скончался в возрасте 79 лет, отметив 2021 год Royal Rumble как первое событие Royal Rumble после его смерти.

#### Последствия пандемии COVID-19
В результате пандемии COVID-19 WWE представляла большую часть своих шоу из Подготовительного центра WWE в Орландо, штат Флорида, с середины марта без присутствия фанатов, хотя в конце мая промоушен начал использовать стажёров Подготовительного центра в качестве живой аудитории, которая в середине июня была дополнительно расширена до друзей и членов семьи рестлеров. 17 августа WWE объявила, что в «обозримом будущем» все будущие еженедельники и PPV будут проходить в Amway Center, более крупном месте, также расположенном в Орландо, начиная с эпизода SmackDown 21 августа. Кроме того, шоу теперь имеют новый опыт просмотра фанатов под названием «ThunderDome», который использует дроны, лазеры, пиротехнику, дым и проекции. Около тысячи светодиодных досок были установлены в центре Amway, чтобы болельщики могли практически бесплатно посещать мероприятия и быть замеченными на рядах и рядах светодиодных досок. Звук арены также смешивается с звуком виртуальных болельщиков, так что можно услышать крики болельщиков. Первоначальное соглашение WWE с Amway Center истекло 31 октября, но с возможностью продления контракта с уведомлением за две недели. 12 октября PWInsider сообщил, что контракт был продлён, при этом Fightful раскрыл дату истечения срока действия изменённого контракта до 24 ноября. Поскольку WWE переезжает ThunderDome на Tropicana Field в Санкт-Петербург, Флорида, начиная с эпизода «SmackDown» от 11 декабря. Переезд был сделан в связи с началом сезона НБА 2020-21, поскольку Amway Center является домашней ареной Орландо Мэджик. TLC: Tables, Ladders & Chairs стало первым WWE pay-per-view, представленным ThunderDome на Tropicana Field.

### Сюжетные линии
Поединки происходили из сценарных сюжетных линий, где рестлеры изображали героев, злодеев или менее различимых персонажей в сценарных линиях, которые создавали напряжение и завершались реслинг матчей или серией матчей. Результаты были предопределены сценаристами WWE на бренды Raw и SmackDown, как и сюжетные линии созданные на еженедельных телевизионных шоу WWE, Monday Night Raw и Friday Night SmackDown.

#### Роман Рейнс против Кевина Оуэнса
На эпизоде SmackDown от 8 января Вселенский чемпион Роман Рейнс не согласен с недавними решениями, принятые официальным представителем WWE Адамом Пирсом, включая гаулент-матч, в которую Пирс запланировал на вечер SmackDown, чтобы определить противника Рейнса за титул на Королевской битве. Рейнс спросил, заказал ли Пирс забронировал ли себе на матч, на что Пирс ответил, что это был бы конфликт интересов. Позже специальный адвокат Рейнса Пол Хейман столкнулся с Пирсом за кулисами и заявил, что ему удалось потянуть за некоторые ниточки и что Пирс также будет участвовать в гаулент-матче вместе с Реем Мистерио, Сами Зайном, Синсукэ Накамурой, Королём Корбином и Дэниелом Брайаном. Мистерио быстро устранил Зейна, но был устранён Накамурой, который также устранил Корбина и Брайана, встретившись с последним участником Пирсом; однако перед началом финального раунда Джей Усо насмехался над Накамурой, что привело к тому, что Рейнс и Джей напали как на Накамуру, так и на Пирса. Джей положил Пирса сверху Накамуры для удержания, таким образом Пирс выиграл матч, став соперником Рейнса за Вселенское чемпионство на Королевской битве. На следующей неделе Хейман заставил Пирса подписать контракт на матч с условием, что матч будет без дисквалификаций. Однако после того, как Хейман отдал подписанный контракт Рейнсу, он решил, что хочет изменить условие сделав, матч по правилам «Последний стоящий на ногах». Позже на ринге Пирс и Рейнс подписали изменённый контракт, но когда Пирс уходил, он симулировал травму колена, ссылаясь на то, что контракт позволял ему выбрать себе замену в случае травмы, и выбрал Кевина Оуэнса, предыдущего противника Рейнса, который потерпел неудачу в своих титульных матчах из-за вмешательства Джея. Затем Оуэнс сделал свой выход и подписал контракт, став соперником Рейнса за Вселенское чемпионство на Королевской Битве.

#### Дрю МакИнтайр против Голдберга
После успешной защиты Чемпионства WWE Дрю МакИнтайра во время специального эпизода «Legends Night» Raw от 4 января, впервые после WrestleMania 36 в 2020 году появился член Зал Славы WWE Голдберг, оказавшись лицом к лицу на ринге к Макинтайру. Похвалив работу и способности Макинтайра, Голдберг заявил, что у Макинтайра отсутствует уважение, утверждая, что Макинтайр рассматривал легенды как «вымытые» и что Макинтайр чувствовал, что он был лучше любого из них, когда они были в расцвете сил. Затем Голдберг официально вызвал Макинтайра за Чемпионство WWE в Royal Rumble. Макинтайр ответил, что Голдберг уже не тот человек, каким был раньше, и что встретиться с ним лицом к лицу-все равно что встретиться с собственным отцом. Затем Голдберг издевательски толкнул Макинтайра, который поднялся на ноги и уставился на Голдберга. На следующей неделе Макинтайр опроверг заявление Голдберга и сказал, что он действительно уважает его, но сказал, что собирается отклонить вызов Голдберга, пока Голдберг не подтолкнёт его, тем самым побудив его принять вызов и сделать матч официальным.

#### Саша Бэнкс против Кармеллы
На TLC: Tables, Ladders & Chairs Саша Бэнкс сохранила Чемпионство WWE SmackDown среди женщин против Кармеллы. В течение следующих двух недель Кармелла насмехаясь над Бэнкс, требуя реванша. В эпизоде SmackDown от 15 января Бэнкс заявила, что даст Кармелле матч-реванш только в том случае, если она сначала встретится в реслинг матче с сомелье Кармеллы Реджинальдом. На следующей неделе состоялся межгендерный матч, в котором Бэнкс победила Реджинальда. Бэнкс сдержала своё обещание, и матч-реванш между Бэнксом и Кармеллой за Чемпионство WWE SmackDown среди женщин пройдёт на Royal Rumble.

## Результаты
| №                                                    | Матч                                                                            | Тип матча                                                                           | Время   | Оценки (по 5-бальной шкале) от Дейва Мельтцера | Рейтинг (оценивается по 10-бальной шкале) пользователей сайта Cagematch.net |
| ---------------------------------------------------- | ------------------------------------------------------------------------------- | ----------------------------------------------------------------------------------- | ------- | ---------------------------------------------- | --------------------------------------------------------------------------- |
| 1P                                                   | Ная Джакс и Шейна Бейзлер победили Аску и Шарлотт Флэр (с)                      | Титульный матч за Командное чемпионство WWE среди женщин                            | 10:30   | 3 звезды                                       | 3.74                                                                        |
| 2                                                    | Дрю МакИнтайр (c) победил Голдберга                                             | Титульный матч за Чемпионство WWE                                                   | 2:30    | 2 звезды                                       | не оценён так как поединок шёл меньше 5 минут                               |
| 3                                                    | Саша Бэнкс (с) победила Кармеллу                                                | Титульный матч за Чемпионство WWE SmackDown среди женщин                            | 10:25   | 2.75 звезды                                    | 6.59                                                                        |
| 4                                                    | Бьянка Белэр победила в Женской Королевской Битве, последней устранив Рию Рипли | Матч с участием 30 рестлеров за Мировое Чемпионство на WrestleMania 37              | 58:50   | 3.75 звезды                                    | 7.29                                                                        |
| 5                                                    | Роман Рейнс (c) (c Полом Хейманом) победил Кевина Оуэнса                        | Титульный матч за Вселенское Чемпионство WWE по правилам Последний стоящий на ногах | 24:55   | 4 звезды                                       | 7.30                                                                        |
| 6                                                    | Эдж выиграл в Мужской Королевской Битве, последним устранив Рэнди Ортона        | Матч с участием 30 рестлеров за Мировое Чемпионство на WrestleMania 37              | 1:00:32 | 4.25 звезды                                    | 6.59                                                                        |
| (с) — чемпион на момент поединка P — матч на пре-шоу |                                                                                 |                                                                                     |         |                                                |                                                                             |

### Женская Королевская Битва входы и выбывания
— Raw
     — SmackDown
     — NXT
     — Член Зала Славы
     — Свободный агент
     — Победитель
| Номер | Рестлер        | Бренд/ Статус   | Номер вылета | Кем вылетела                | Время | Количество вылетивших |
| ----- | -------------- | --------------- | ------------ | --------------------------- | ----- | --------------------- |
| 1     | Бейли          | SmackDown       | 12           | Бьянкой Блэр                | 29:08 | 1                     |
| 2     | Наоми          | Raw             | 22           | Наей Джакс и Шейной Басзлер | 47:39 | 0                     |
| 3     | Бьянка Блэр    | SmackDown       | —            | ПОБЕДИТЕЛЬ                  | 56:52 | 4                     |
| 4     | Билли Кей      | SmackDown       | 3            | Руби Риотт и Лив Морган     | 08:11 | 1                     |
| 5     | Шотци          | NXT             | 1            | Шейной Басзлер              | 02:46 | 0                     |
| 6     | Шейна Басзлер  | Raw             | 24           | Наей Джакс                  | 41:46 | 6                     |
| 7     | Тони Шторм     | NXT             | 4            | Реей Рипли                  | 11:21 | 0                     |
| 8     | Джиллиан Холл  | Свободный агент | 2            | Билли Кей                   | 08:03 | 0                     |
| 9     | Руби Риотт     | SmackDown       | 7            | Бейли                       | 10:53 | 1                     |
| 10    | Виктория       | Свободный агент | 5            | Шейной Басзлер              | 07:15 | 0                     |
| 11    | Пейтон Ройс    | Raw             | 10           | Шарлоттой Флэр              | 13:40 | 1                     |
| 12    | Сантана Гаррет | NXT             | 6            | Реей Рипли                  | 04:32 | 0                     |
| 13    | Лив Морган     | SmackDown       | 8            | Пейтон Ройс                 | 06:37 | 1                     |
| 14    | Рея Рипли      | NXT             | 29           | Бьянкой Блэр                | 39:06 | 7                     |
| 15    | Шарлотт Флэр   | Raw             | 28           | Реей Рипли и Бьянкой Блэр   | 33:47 | 1                     |
| 16    | Дана Брук      | Raw             | 9            | Реей Рипли                  | 02:58 | 0                     |
| 17    | Торри Уилсон   | Член Зала Славы | 11           | Шейной Басзлер              | 03:59 | 0                     |
| 18    | Лэйси Эванс    | Raw             | 20           | Шейной Басзлер              | 19:21 | 1                     |
| 19    | Микки Джеймс   | Raw             | 14           | Лэйси Эвансом               | 07:20 | 0                     |
| 20    | Никки Кросс    | Raw             | 17           | Кармеллой                   | 07:37 | 0                     |
| 21    | Алисия Фокс    | Свободный агент | 13           | Мэнди Роуз                  | 01:48 | 0                     |
| 22    | Мэнди Роуз     | Raw             | 16           | Реей Рипли                  | 03:49 | 1                     |
| 23    | Дакота Кай     | NXT             | 15           | Реей Рипли                  | 02:06 | 0                     |
| 24    | Кармелла       | SmackDown       | 18           | Таминой                     | 00:47 | 1                     |
| 25    | Тамина         | SmackDown       | 23           | Наей Джакс и Шейной Басзлер | 08:31 | 1                     |
| 26    | Лана           | Raw             | 26           | Наталья                     | 09:58 | 1                     |
| 27    | Алекса Блисс   | Raw             | 19           | Реей Рипли                  | 01:02 | 0                     |
| 28    | Эмбер Мун      | NXT             | 21           | Наей Джакс                  | 01:51 | 0                     |
| 29    | Ная Джакс      | Raw             | 25           | Ланой                       | 02:44 | 4                     |
| 30    | Наталья        | SmackDown       | 27           | Бьянкой Блэр                | 02:00 | 1                     |

### Мужская Королевская Битва входы и выбывания
— Raw
     — SmackDown
     — NXT
     — Член Зала Славы
     — Свободный агент
     — Победитель
| Номер | Рестлер          | Бренд/ Статус   | Номер вылета | Кем вылетел                               | Время | Количество вылетивших |
| ----- | ---------------- | --------------- | ------------ | ----------------------------------------- | ----- | --------------------- |
| 1     | Эдж              | Член Зала Славы | —            | ПОБЕДИТЕЛЬ                                | 58:28 | 3                     |
| 2     | Рэнди Ортон      | Raw             | 29           | Эджом                                     | 58:28 | 0                     |
| 3     | Сами Зейн        | SmackDown       | 2            | Биг И                                     | 13:04 | 0                     |
| 4     | Мустафа Али      | Raw             | 4            | Биг И                                     | 13:18 | 1                     |
| 5     | Джефф Харди      | Raw             | 1            | Дольфом Зигглером                         | 03:25 | 0                     |
| 6     | Дольф Зигглер    | SmackDown       | 9            | Кейном                                    | 20:30 | 1                     |
| 7     | Синсуке Накамура | SmackDown       | 12           | Королём Корбиным                          | 22:01 | 0                     |
| 8     | Карлито          | Свободный агент | 5            | Элайасом                                  | 08:26 | 0                     |
| 9     | Ксавье Вудс      | Raw             | 3            | Мустафа Али                               | 03:42 | 0                     |
| 10    | Биг И            | SmackDown       | 19           | Омос                                      | 29:45 | 4                     |
| 11    | Джон Моррисон    | Raw             | 8            | Дэмианом Пристом                          | 08:14 | 0                     |
| 12    | Рикошет          | Raw             | 10           | Кейном                                    | 11:37 | 0                     |
| 13    | Элайас           | Raw             | 6            | Дэмианом Пристом                          | 02:30 | 1                     |
| 14    | Дамиан Прист     | NXT             | 16           | Бобби Лэшли                               | 15:34 | 4                     |
| 15    | Миз              | Raw             | 7            | Дэмианом Пристом                          | 01:02 | 0                     |
| 16    | Риддл            | Raw             | 25           | Сетом Роллинсом                           | 31:17 | 1                     |
| 17    | Дэниел Брайан    | SmackDown       | 24           | Сетом Роллинсом                           | 28:50 | 1                     |
| 18    | Кейн             | SmackDown       | 11           | Дэмианом Пристом                          | 01:51 | 2                     |
| 19    | Король Корбин    | SmackDown       | 14           | Домиником Мистерио                        | 03:34 | 2                     |
| 20    | Отис             | SmackDown       | 13           | Королём Корбином                          | 00:53 | 0                     |
| 21    | Доминик Мистерио | SmackDown       | 15           | Бобби Лэшли                               | 02:00 | 1                     |
| 22    | Бобби Лэшли      | Raw             | 18           | Биг И, Кристиан, Дэниел Брайан, и Риддлом | 04:03 | 3                     |
| 23    | Ураган Хелмс     | Свободный агент | 17           | Биг И и Бобби Лэшли                       | 00:30 | 0                     |
| 24    | Кристиан         | Свободный агент | 27           | Сетом Роллинсом                           | 18:12 | 2                     |
| 25    | Эй Джей Стайлз   | Raw             | 23           | Броном Строумэном                         | 10:27 | 0                     |
| 26    | Рей Мистерио     | SmackDown       | 20           | Омосом                                    | 03:47 | 0                     |
| 27    | Шеймус           | Raw             | 22           | Броном Строумэном                         | 05:56 | 0                     |
| 28    | Сезаро           | SmackDown       | 21           | Броном Строумэном                         | 04:10 | 0                     |
| 29    | Сет Роллинс      | SmackDown       | 28           | Эджем                                     | 08:48 | 3                     |
| 30    | Брон Строумэн    | Raw             | 26           | Кристианом и Эджем                        | 07:24 | 3                     |

## Заметки
1. ↑  Мероприятие проходило без зрителей из-за пандемии COVID-19 в Соединённых Штатах, в нём участвовала живая толпа виртуальных фанатов через просмотр ThunderDome.
2. ↑  Во время Битвы Алисия Фокс удержала R-Truth,  выиграв Чемпионство WWE 24/7, а затем проиграла его обратно R-Truth после того, как была устранена.
3. ↑  Телохранитель Эй-Джея Стайлза Омос не был участником этой Битвы.